# Iris unguicularis
Espèce
Classification phylogénétique

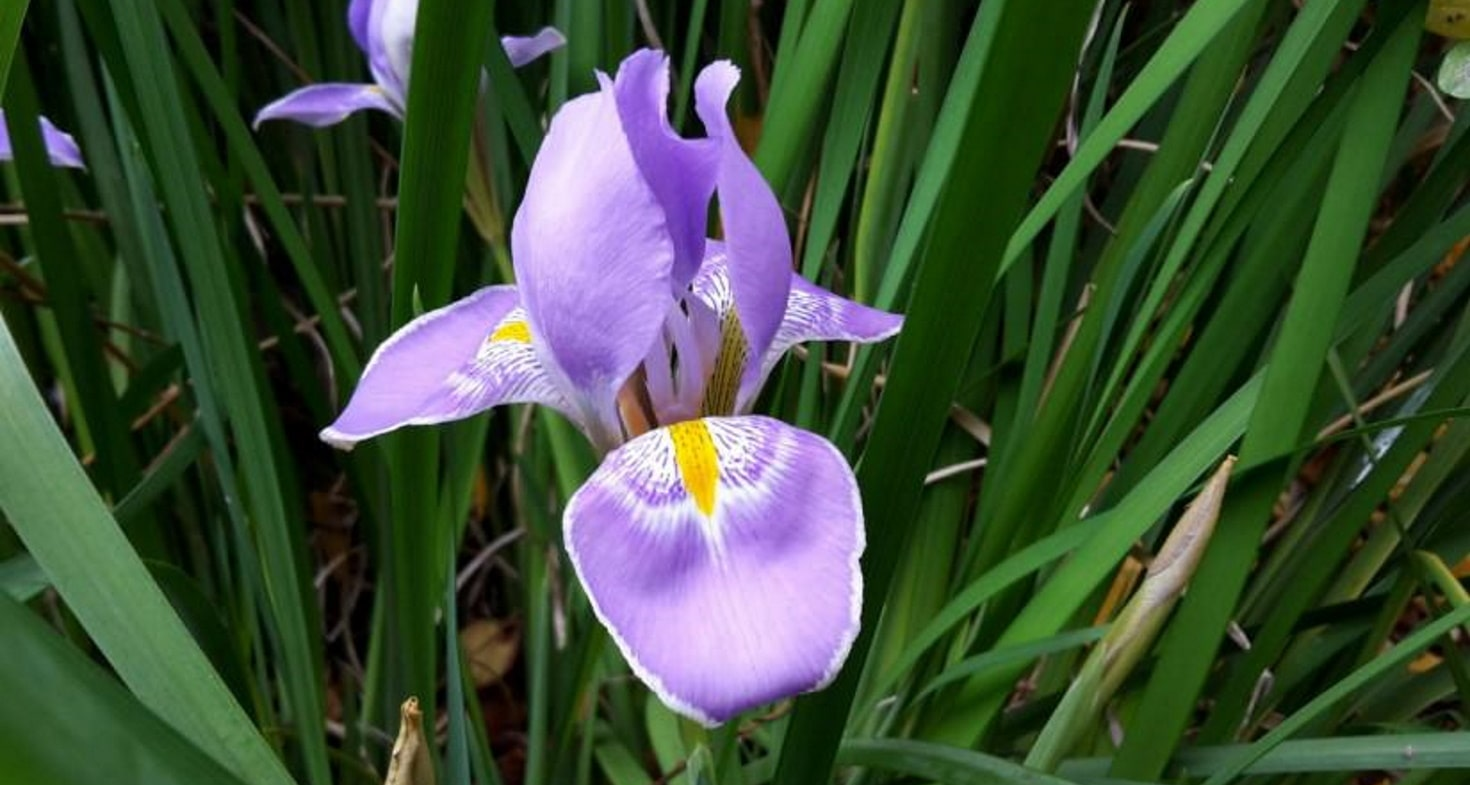
fleur isolée en janvier en région parisienne.

Iris unguicularis (connu sous le nom d’iris d'Alger) est une plante à fleurs à rhizome  du genre Iris, de la famille des Iridaceae, native d‘Algérie, de Grèce, de Turquie, de Syrie occidentale et de Tunisie.

## Étymologie
Ce sont les reflets irisés des pétales de cette fleur qui lui valurent le nom d'Iris, elle était la nymphe messagère des dieux de l'Olympe et laissait sur son sillage un arc-en-ciel. Unguicularis vient du latin 'unguis' (ongle) en référence à l'onglet allongé formant la base des tépales.

## Description
C'est une plante qui fait de nombreux rhizomes ramifiés en surface. Les tiges florales sont courtes, jusqu'à 30 cm, elles portent de nombreuses fleurs de 5 à 8 cm de diamètre, simples, solitaires, de couleur lilas pâle ou pourpre, à sépales arborant une bande centrale jaune avec des périanthes faisant jusqu'à 20 cm de long,. Elles sont légèrement parfumées et dispersées dans un feuillage abondant fin, long, vert assez foncé et persistant.

## Culture
Il se plait dans les terrains pauvres mais bien drainés, en situation ensoleillée à mi- ensoleillée.
La plantation se fait par fragmentation des rhizomes, presque en surface, en été ou en automne, de préférence, car la plante est en période de repos végétatif.
Il demande peu d’entretien, résiste au sec, les arrosages ne sont pas nécessaires. Pour l'esthétique, il est préférable de supprimer les feuilles desséchées, notamment au cœur afin de faire aussi de la place aux tiges florales qui s'apprêtent à se hisser.
L'iris d'hiver n'est pas sensible aux maladies ni aux parasites, mais il faudra faire attention aux escargots et limaces qui se régalent des jeunes feuilles et tiges tendres.

## Utilisation
Cette plante rustique est largement cultivée dans les régions tempérées car elle commence à fleurir en novembre et fait de nouvelles fleurs jusqu'en février sans discontinuer, quand beaucoup d'espèces sont à l'arrêt. De nombreux cultivars ont été sélectionnés pour les jardins d'agrément, notamment une variante blanche Alba, sensiblement plus fragile, et une variété naine I. unguicularis ssp. cretensis.
Le cultivar Mary Barnard a remporté le prix Award of Garden Merit décerné par la  Royal Horticultural Society.
Massifs, bordures.
L'iris d'Alger résista bien au froid (jusqu’à −15 °C), il est adapté au climat tempéré et méditerranéen.